# 야마나카 기요시
야마나카 기요시(일본어: 山中 潔, 1961년 10월 29일 ~ )는 일본의 전 프로 야구 선수이자 야구 지도자이며, 현재 홋카이도 닛폰햄 파이터스 2군 배터리 코치이다. 오사카부 사카이시 출신이며 현역 시절 포지션은 포수였다.

## 인물

### 프로 입단 전
PL 가쿠엔 고등학교 시절인 1978년 하계 고시엔 대회(제60회 전국 고등학교 야구 선수권 대회)에서 대기 포수이면서도 우승을 경험했다. 이듬해 1979년 춘계 선발 대회(제51회 선발 고등학교 야구 대회)에서는 나카니시 야스토모(훗날 긴키 대학에 진학)와 배터리를 구성하여 주전 포수로서 출전했다. 이 대회에서는 준결승에 진출했지만 에이스 이시이 다케시가 소속된 미노시마 고등학교한테서 연장 10회 접전 끝에 끝내기 패배를 당했다. 같은 해 여름에 개최된 고시엔 오사카부 예선에서도 결승에 진출했지만, 나미쇼 고등학교의 우시지마 가즈히코(투수), 가가와 노부유키(포수)의 배터리에 막혀 팀은 탈락의 고배를 마셨고 고시엔 진출에는 실패했다. 고교 동기로는 고바야카와 다케히코, 아베 게이지, 야마자키 쓰요시 등이 있었다.
1979년도 프로 야구 드래프트 회의에서 히로시마 도요 카프로부터 4순위 지명을 받고 입단했다.

### 프로 야구 선수 시절
1981년부터 1군에서의 출전 기회를 가졌고 1984년에는 64경기에 출전했다. 1985년에는 개막 이후부터 다쓰카와 미쓰오를 대신해서 기용되는 등 52경기에 선발 마스크를 착용했다. 1986년부터는 다시 벤치에서 머무는 일이 잦아졌고 일본 시리즈에서는 1984년에 2경기, 1986년에 1경기 각각 교체 출장했다.
1988년 오프에는 야마다 쓰토무와의 트레이드로 후쿠오카 다이에 호크스에 이적했고 1989년에 팀내 포수로는 두 번째로 많은 45경기에 출전했다.
1990년 시즌 개막 직전에 사이토 마나부와의 트레이드로 주니치 드래건스에 이적, 주니치에서는 주전 포수 나카무라 다케시에 뒤를 이은 두 번째로 포수 자리를 획득했다.
1991년 오프에 이가라시 아키라와의 트레이드로 닛폰햄 파이터스에 이적했는데 닛폰햄에서도 주전 포수 다무라 후지오에 이어 두 번째로 포수 자리를 꿰찼다. 하지만 1994년 오프에 구단으로부터 방출 통보를 받았다. 같은 해 지바 롯데 마린스 입단 테스트를 받아 합격했고 지바 롯데에서는 바비 밸런타인 감독에게서 상대 투수가 우완 투수일 때 적극적으로 기용됐다. 1995년에 팀내 포수로는 두 번째로 많은 61경기에 출전하며 지바 롯데의 정규 시즌 2위 달성에 기여했다. 1996년 시즌 종료 후 현역에서 은퇴했다.

### 그 후
현역에서 은퇴한 이듬해 1997년에는 지바 롯데 코치를 2002년까지 맡았다. 지바 롯데 코치 시절엔 나중에 주전 포수가 될 사토자키 도모야를 지도했는데 사토자키는 “그 분이 없었다면 난 그만뒀을 것이다”, “야마나카 코치와의 만남이 없었다면 16년이나 현역으로 있을 수 없었을 것이다”라고 말했다. 또한 하시모토 다스쿠도 “야마나카 코치와 만나지 않았다면 나는 거기까지 야구를 계속할 수 없었고 아주 오래 전에 그만뒀을 것이라고 생각한다”라고 말했다. 야마나카가 평소부터 말하고 있던 것은 “코치는 단지 선수를 지도하는 것이 아니다. 선수가 성장하기를 기다리고 있을 뿐이다”라고 말했다.

## 상세 정보

### 출신 학교
- PL 가쿠엔 고등학교

### 선수 경력
- 히로시마 도요 카프(1980년 ~ 1988년)
- 후쿠오카 다이에 호크스(1989년 ~ 1990년)
- 주니치 드래건스(1990년 ~ 1991년)
- 닛폰햄 파이터스(1992년 ~ 1994년)
- 지바 롯데 마린스(1995년 ~ 1996년)

### 개인 기록
- 첫 출장 : 1981년 8월 8일, 대 요미우리 자이언츠 20차전(고라쿠엔 구장), 9회초에 하기와라 야스히로의 대타로 출장
- 첫 안타 : 1983년 4월 12일, 대 한신 타이거스 1차전(히로시마 시민 구장), 8회말에 이토 히로미쓰로부터
- 첫 선발 출장 : 1983년 4월 20일, 대 요미우리 자이언츠 1차전(헤이와다이 구장), 8번·포수로 선발 출장
- 첫 타점 : 1984년 5월 13일, 대 야쿠르트 스왈로스 8차전(나가사키 시영 오하시 구장), 5회초에 도리하라 고지로부터 밀어내기 볼넷
- 첫 홈런 : 1985년 4월 14일, 대 한신 타이거스 2차전(히로시마 시민 구장), 9회말에 리치 게일로부터 2점 홈런

### 등번호
- 41(1980년 ~ 1988년)
- 27(1989년)
- 43(1990년 ~ 1991년)
- 40(1992년 ~ 1994년)
- 64(1995년)
- 45(1996년)
- 73(1997년 ~ 2002년)
- 71(2003년 ~ 2009년)
- 74(2010년 ~ 2014년)
- 75(2020년 ~ )

### 연도별 타격 성적
| 연 도       | 소 속       | 경 기 | 타 석 | 타 수 | 득 점 | 안 타 | 2 루 타 | 3 루 타 | 홈 런 | 루 타 | 타 점 | 도 루 | 도 루 자 | 희 생 번 | 희 생 플 | 볼 넷 | 고 4 | 사 구 | 삼 진 | 병 살 타 | 타 율 | 출 루 율 | 장 타 율 | O P S |
| ----------- | ----------- | ----- | ----- | ----- | ----- | ----- | ------- | ------- | ----- | ----- | ----- | ----- | -------- | -------- | -------- | ----- | ---- | ----- | ----- | -------- | ----- | -------- | -------- | ----- |
| 1981년      | 히로시마    | 1     | 1     | 1     | 0     | 0     | 0       | 0       | 0     | 0     | 0     | 0     | 0        | 0        | 0        | 0     | 0    | 0     | 0     | 0        | .000  | .000     | .000     | .000  |
| 1983년      | 히로시마    | 7     | 16    | 15    | 0     | 3     | 0       | 0       | 0     | 3     | 0     | 0     | 0        | 0        | 0        | 1     | 0    | 0     | 1     | 0        | .200  | .250     | .200     | .450  |
| 1984년      | 히로시마    | 64    | 89    | 80    | 2     | 14    | 2       | 0       | 0     | 16    | 8     | 0     | 0        | 2        | 1        | 3     | 0    | 3     | 14    | 2        | .175  | .230     | .200     | .430  |
| 1985년      | 히로시마    | 90    | 202   | 181   | 21    | 50    | 4       | 0       | 6     | 72    | 22    | 2     | 1        | 4        | 0        | 12    | 3    | 5     | 18    | 2        | .276  | .338     | .398     | .736  |
| 1986년      | 히로시마    | 26    | 32    | 31    | 2     | 4     | 1       | 0       | 0     | 5     | 1     | 0     | 0        | 0        | 0        | 0     | 0    | 1     | 9     | 0        | .129  | .156     | .161     | .318  |
| 1987년      | 히로시마    | 32    | 30    | 27    | 1     | 8     | 2       | 0       | 0     | 10    | 3     | 0     | 0        | 1        | 1        | 1     | 0    | 0     | 3     | 2        | .296  | .310     | .370     | .681  |
| 1988년      | 히로시마    | 28    | 41    | 38    | 1     | 10    | 2       | 0       | 0     | 12    | 1     | 0     | 0        | 0        | 0        | 2     | 1    | 1     | 4     | 0        | .263  | .317     | .316     | .633  |
| 1989년      | 다이에      | 45    | 85    | 78    | 9     | 20    | 3       | 0       | 3     | 32    | 6     | 0     | 0        | 1        | 0        | 6     | 0    | 0     | 12    | 2        | .256  | .310     | .410     | .720  |
| 1990년      | 주니치      | 66    | 167   | 144   | 13    | 39    | 9       | 0       | 2     | 54    | 22    | 1     | 4        | 1        | 2        | 16    | 6    | 4     | 14    | 6        | .271  | .355     | .375     | .730  |
| 1991년      | 주니치      | 31    | 75    | 67    | 5     | 11    | 1       | 0       | 1     | 15    | 2     | 0     | 1        | 3        | 0        | 4     | 1    | 1     | 7     | 2        | .164  | .222     | .224     | .446  |
| 1992년      | 닛폰햄      | 37    | 72    | 64    | 7     | 14    | 4       | 0       | 0     | 18    | 4     | 0     | 0        | 6        | 0        | 2     | 0    | 0     | 12    | 0        | .219  | .242     | .281     | .524  |
| 1993년      | 닛폰햄      | 23    | 18    | 18    | 1     | 1     | 0       | 0       | 0     | 1     | 0     | 0     | 0        | 0        | 0        | 0     | 0    | 0     | 4     | 0        | .056  | .056     | .056     | .111  |
| 1994년      | 닛폰햄      | 27    | 41    | 38    | 2     | 6     | 1       | 0       | 1     | 10    | 2     | 0     | 0        | 1        | 1        | 1     | 0    | 0     | 7     | 1        | .158  | .175     | .263     | .438  |
| 1995년      | 지바 롯데   | 61    | 103   | 93    | 6     | 17    | 1       | 1       | 0     | 20    | 3     | 1     | 1        | 6        | 0        | 4     | 0    | 0     | 19    | 1        | .183  | .216     | .215     | .432  |
| 1996년      | 지바 롯데   | 12    | 5     | 5     | 0     | 0     | 0       | 0       | 0     | 0     | 0     | 0     | 0        | 0        | 0        | 0     | 0    | 0     | 2     | 0        | .000  | .000     | .000     | .000  |
| 통산 : 15년 | 통산 : 15년 | 550   | 977   | 880   | 70    | 197   | 30      | 1       | 13    | 268   | 74    | 4     | 7        | 25       | 5        | 52    | 11   | 15    | 126   | 18       | .224  | .277     | .305     | .582  |

### 연도별 수비 성적
| 연도 | 경기 | 도루 시도 | 도루 허용 | 도루자 | 저지율 |
| ---- | ---- | --------- | --------- | ------ | ------ |
| 1983 | 6    | 6         | 5         | 1      | .167   |
| 1984 | 56   | 19        | 14        | 5      | .263   |
| 1985 | 84   | 48        | 30        | 18     | .375   |
| 1986 | 15   | 6         | 5         | 1      | .167   |
| 1987 | 18   | 3         | 2         | 1      | .333   |
| 1988 | 19   | 8         | 4         | 4      | .500   |
| 1989 | 34   | 37        | 29        | 8      | .216   |
| 1990 | 59   | 36        | 22        | 14     | .389   |
| 1991 | 25   | 16        | 10        | 6      | .375   |
| 1992 | 31   | 35        | 25        | 10     | .286   |
| 1993 | 22   | 14        | 11        | 3      | .214   |
| 1994 | 24   | 11        | 9         | 2      | .182   |
| 1995 | 60   | 38        | 30        | 8      | .211   |
| 1996 | 11   | 3         | 3         | 0      | .000   |
| 통산 | 464  | 280       | 199       | 81     | .289   |